# Джаны-Чек
Джаны-Чек (кирг. Жаңы-Чек) — село в Чуйском районе Чуйской области Кыргызстана. Входит в состав Сайлыкского айылного аймака.

## География
Село расположено на севере центральной части области, к югу от реки Чу, на расстоянии приблизительно 1 километра (по прямой) к востоко-юго-востоку от города Токмак, административного центра района. Абсолютная высота — 863 метра над уровнем моря.

## Население
Согласно оценочным данным Национального статистического комитета Кыргызской Республики, численность населения села на начало 2023 года составляла 433 человека.
| год     | 2009 | 2014 | 2015 | 2020 | 2021 | 2023 |
| ------- | ---- | ---- | ---- | ---- | ---- | ---- |
| человек | 303  | 400  | 456  | 490  | 557  | 433  |